# Émile Dutilleul
Émile Dutilleul, né le 14 avril 1883 à Lourches dans le Nord et mort le 18 février 1948 à Cannes (Alpes-Maritimes) a été trésorier national du Parti communiste français et député communiste de la Seine.

## Biographie
Émile Dutilleul est né en 1883 dans une famille nombreuse à Lourches. Son père était ouvrier maçon. Lui-même travaille comme ouvrier verrier dès l'âge de onze ans. À l'instar de ses frères aînés, il milite au Parti ouvrier français (POF). En 1898, à quinze ans, il est secrétaire du groupe de Douai des jeunes du POF.
Venu à Paris en 1905, il assiste jusqu'en 1910 aux réunions organisées au siège du journal L'Anarchie par le groupe « Les causeries populaires » du 18e arrondissement. Il est alors très lié avec Albert Libertad. De 1907 à 1911, il est typographe à l'Anarchie. Il épouse Jeanne Broutchoux (de son vrai prénom Marie), nièce de l'anarcho-syndicaliste Benoît Broutchoux, en 1908.
Mobilisé en 1915 lors de la Première Guerre mondiale, il reste à Paris, affecté comme ouvrier de l'administration et est démobilisé en février 1919. Il travaille alors comme représentant de commerce et responsable de fabrication chez Éphraïm Chandrosse, fabricant de flacons de parfum. Son ami François Pommez l'initie alors aux affaires boursières. 
À partir de 1922 ou 1923, il devient militant actif puis permanent du nouveau Parti communiste où il exerce des fonctions d'administrateur à L'Humanité, au Secours ouvrier international et à la Banque ouvrière et paysanne et de trésorier du Parti, poste qu'il conserva dans les premières années de la clandestinité, jusqu'à la fin 1941 où il fut arrêté. Après la guerre, il occupa encore des fonctions de trésorier. Il devient membre suppléant du Comité central du Parti en 1937.
Émile Dutilleul est élu en 1936 député de la Seine, dans la 5e circonscription de Saint-Denis. Il fait partie de la commission du règlement, de celle d'assurance et de prévoyance sociales et de celle de la législation civile et criminelle. 
Après la dissolution du Parti Communiste, en 1939, il entre dans la clandestinité. Député membre du groupe ouvrier et paysan français, il est déchu de son mandat le 21 janvier 1940 et condamné par défaut le 3 avril 1940 par le 3e tribunal militaire de Paris à cinq ans de prison, 5 000 francs d'amende et cinq ans de privation de ses droits civiques pour reconstitution de ligue dissoute. Arrêté en 1941, il ne sort de la prison de la Santé qu'à la Libération de Paris, en 1944.
Après la Seconde Guerre mondiale, il est à nouveau député de la Seine, à la 1re Assemblée constituante, en 1945-46. Il ne se présente pas aux élections de 1946 pour des raisons de santé. 
Émile Dutilleul est le père de Mounette Dutilleul et Lili Dutilleux.